# Shuteria
Genre
Shuteria est un genre de plantes à fleurs dicotylédones de la famille des Fabaceae, sous-famille des  Faboideae, originaire d'Asie, qui comprend cinq espèces acceptées.

## Liste d'espèces
Selon The Plant List (23 novembre 2018) :
- Shuteria annamica Gagnep.
- Shuteria hirsuta Baker
- Shuteria involucrata (Wall.) Wight & Arn.
- Shuteria lancangensis Y.Y. Qian
- Shuteria suffulta Benth.